# Banjō Ginga
Banjō Ginga  (銀河 万丈?), pseudonimo di Takashi Tanaka (田中 崇?; Kōfu, 12 novembre 1948), è un doppiatore giapponese.

## Biografia
Ha fornito la voce a Riki in Ginga: Nagareboshi Gin, Souther in Ken il Guerriero e dei Robot Jack da Tekken fino a Tekken 5 (in Tekken Heihachi e Ganryu condividono con Jack il doppiatore a causa del budget ridotto). È inoltre il doppiatore di Liquid Snake e Major Zero nella serie Metal Gear, e di Antonio Inoki in Uomo Tigre II.

## Doppiaggio

### Serie animate
- Armored Trooper Votoms (Narratore, Jean Paul Rochina)
- Astro Boy (2003) (Detective Tawashi)
- BAKI (Dorian Kaioh)
- Bakuretsu Hunter - I cacciastregoni (Narratore, Zaha Torte)
- Black Butler (Damiano)
- Black Lagoon (Verrocchio)
- Blood Blockade Battlefront (Gilbert F. Altstein)
- Blue Gender (Dice Quaid)
- Classe di ferro (J/King Battler Jr.)
- Cowboy Bebop (Tongpu)
- D-Frag! (Narratore)
- Deltora Quest (Signore dell'Ombra)
- Detective Conan (Tsuneaki Niikura)
- Dragon Ball (Capitano Silver, Bora, Giran)
- Dragon Ball Z (Bora, Re Vegeta, Re Moai)
- Dragon Quest: The Adventure of Dai (Crocodyne)
- F-Zero: GP Legend (Blood Falcon)
- Fairy Tail (Jude Heartfilia)
- Food Wars! - Shokugeki no Soma (Narratore, Senzaemon Nakiri)
- Gintama (Hosen)
- Hunter × Hunter (2011) (Isaac Netero; dall'ep. 122 in poi)
- I Cavalieri dello zodiaco (Cassios)
- Ken il guerriero (Souther)
- Kinnikuman (Ramenman (ep. 130-136), Jiraiyer)
- Kirby (Frontman, NME)
- Le bizzarre avventure di JoJo: Stardust Crusaders (Daniel J. D'Arby)
- Marvel Disk Wars: The Avengers (Magneto)
- Mobile Suit Gundam (Gihren Zabi)
- Oban Star-Racers (Avatar/Colonnello Toros)
- One Piece (Riku Dold III, Morgan)
- Solo Leveling (Go Gunhee)
- Space Dandy (Perry)
- Street Fighter II V (Sagat)
- Toriko (Yosaku, Baidan)
- UFO Robot Goldrake (Zuril)
- Viewtiful Joe (Capitan Blue)

### OAV
- 3x3 occhi (Steve Long)
- Bakuretsu Hunter - I cacciastregoni (Narratore)
- Mazinkaiser SKL (Lord Garan)
- Mobile Suit Gundam: The 08th MS Team (Gihren Zabi)
- Mobile Suit Gundam: The Origin (Gihren Zabi)
- Shin Getter Robo Re:Model (Jikokuten)

### Film animati
- Dragon Ball - Il torneo di Miifan (Bora)
- Dragon Ball Z - La grande battaglia per il destino del mondo (Amond)
- Dragon Ball Z - Le origini del mito (Toolo)
- Dragon Ball Super - Broly (Re Vegeta)
- Final Fantasy VII: Advent Children (Reeve Tuesti)
- Kingsglaive: Final Fantasy XV (Clarus Amicitia)
- Lupin III - La cospirazione dei Fuma (Daisuke Jigen)
- Lupin III - Viaggio nel pericolo (Brad)
- Lupin III - Spada Zantetsu, infuocati! (Gensai)
- Lupin III - La lampada di Aladino (Colonnello Aglio)
- Lupin III - Trappola mortale (Generale Cacciateste)
- One Piece - Avventura sulle isole volanti (Scarlet)

### Videogiochi
- Brandish (Versione PC Engine) (Narratore)
- Cyberbots: Full Metal Madness (Hagane Tessan, Dave)
- Dead or Alive 2 (Bayman)
- Dead or Alive 3 (Bayman)
- Dead or Alive 4 (Bayman)
- Dead or Alive: Dimensions (Bayman)
- Dead or Alive 5 (Bayman)
- Dead or Alive 6 (Bayman)
- Devil Summoner: Soul Hackers (Victor)
- Dirge of Cerberus: Final Fantasy VII (Reeve Tuesti)
- Dragon Ball Z: Budokai Tenkaichi 3 (Re Vegeta)
- Dragon Ball: Origins (Giran)
- Dragon Ball: Revenge of King Piccolo (Capitano Silver, Bora)
- Dragon Ball Z: Kakarot (Toolo)
- Dragon Quest Heroes: L'albero del mondo e le radici del male (Dirk)
- Dragon Quest Rivals (Estark)
- Dynasty Tactics (Cao Cao)
- Eithea (Vamoor)
- Emio – L'uomo che sorride: Famicom Detective Club (Capocantiere)
- Enchanted Arms (Narratore, Infinity)
- Final Fantasy IV (Remake) (Fusoya, Kluya)
- Final Fantasy VII Remake (Reeve Tuesti)
- Final Fantasy VII Rebirth (Reeve Tuesti)
- Fire Emblem Heroes (Duma)
- Fire Emblem Echoes: Shadows of Valentia (Duma)
- Fist of the North Star (Souther)
- Gintama Rumble (Hosen)
- Granblue Fantasy (Eahta)
- Heavy Rain (Scott Shelby)
- Hokuto no Ken (Souther)
- Hokuto no Ken: Seikimatsu Kyūseishu Densetsu (Souther)
- Hunter × Hunter: Nen × Impact (Isaac Netero)
- Infinite Space (Pirate Vallantine)
- JoJo's Bizarre Adventure: Eyes of Heaven (Daniel J. D'Arby)
- JoJo's Bizarre Adventure: All Star Battle R (Daniel J. D'Arby)
- Kingdom Hearts (Clayton)
- Live A Live (Remake) (Odie O'Bright)
- Lufia: Curse of the Sinistrals (Daos)
- Matsumoto Leiji 999: Story of Galaxy Express 999 (Narratore)
- Mega Man ZX Advent (Bifrost the Crocoroid)
- Metal Gear Solid (Liquid Snake)
- Metal Gear Solid 2: Sons of Liberty (Liquid Snake)
- Metal Gear Solid 3: Snake Eater (Major Zero)
- Metal Gear Solid: Portable Ops (Major Zero)
- Metal Gear Solid 4: Guns of the Patriots (Liquid Ocelot)
- Metal Gear Solid V: The Phantom Pain (Major Zero)
- Metaphor: ReFantazio (Hytholadaeus V)
- Mobile Suit Gundam: Journey to Jaburo (Gihren Zabi)
- Ninja Gaiden (Murai)
- One Piece: Romance Dawn (Morgan)
- One Piece: Pirate Warriors 3 (Morgan)
- Raidou Remastered: The Mystery of the Soulless Army (Dr. Victor)
- Ranma ½ (Padre di Shampoo)
- Resident Evil: Revelations (Morgan Lansdale)
- Shadow the Hedgehog (Comandante GUN)
- Shin Megami Tensei: Digital Devil Saga (Varin Omega)
- Shin Megami Tensei: Digital Devil Saga 2 (Colonnello Terrence E. Beck)
- Shining Tears (Diocles)
- Soulcalibur (Astaroth)
- Soul Hackers 2 (Victor)
- Street Fighter EX (Cracker Jack)
- Street Fighter EX 2 (Cracker Jack)
- Street Fighter EX 3 (Cracker Jack)
- Summon Night 3 (Genji)
- Super Kirby Clash (Un altro Mago incubo)
- Super Robot Wars Alpha (Gihren Zabi)
- Super Robot Wars Alpha Gaiden (Fatman Big, Timp Sharon)
- Super Robot Wars Alpha 3 (Damido Pechi)
- Super Robot Wars A Portable (Zuril)
- Super Robot Wars Z (Jabby, Fatman Big, Timp Sharon)
- Super Robot Wars Z2: Destruction Chapter (Fatman Big, Timp Sharon)
- Super Robot Wars Z2: Rebirth Chapter (Fatman Big, Timp Sharon)
- Super Robot Wars 30 (MF McTomin)
- Tekken (Heihachi Mishima, Jack, Prototype Jack, Ganryu)
- Tekken 2 (Jack-2, Prototype Jack)
- Tekken 3 (Gun Jack)
- Tekken Tag Tournament (Gun Jack, Jack-2, Prototype Jack)
- Tekken 5 (Jack-5)
- Tobal 2 (Doctor V)
- Valkyria Chronicles II (Gilbert Gassenari)
- Viewtiful Joe (Captain Blue)
- Ys Book I & II (Darm)
- Ys III: Wanderers from Ys (Demanicus, Narratore)

### Ruoli doppiati
- Atlantis - L'impero perduto (Dottor Joshua Strongbear Dolce)
- Atlantis - Il ritorno di Milo (Dottor Joshua Strongbear Dolce)
- Batman (serie animata 1992) (Killer Croc/Waylon Jones)
- Insuperabili X-Men (Omega Red)
- SpongeBob - Il film (Re Nettuno)
- Tarzan (Clayton)
- Transformers Animated (Ultra Magnus)